# Angelica Schuyler Church
Angelica  Church (de soltera Schuyler; 20 de febrero de 1756 - 6 de marzo de 1814) fue una mujer de la alta sociedad estadounidense. Era la hija mayor del general del ejército continental Philip Schuyler, hermana de Elizabeth Schuyler Hamilton y cuñada de Alexander Hamilton. Durante dieciséis años vivió en Europa con su marido de origen británico, John Barker Church, que llegó a ser miembro del Parlamento. Fue un miembro destacado de la élite social en todos los lugares en los que vivió, como Albany y Nueva York, así como en París y Londres. Se ha conservado parte de su correspondencia con eminentes amigos, incluidos intercambios notables con Thomas Jefferson, Alexander Hamilton y Marques de La Fayette. 
El pueblo y la ciudad circundante de Angélica, Nueva York, llevan su nombre.

## Biografía
Angelica Schuyler nació en Albany, Nueva York. Ella era la hija mayor de Philip Schuyler y Catherine Van Rensselaer Schuyler . Sus padres eran de familias holandesas ricas prominentes desde los primeros días de la colonia. Catherine era descendiente de Kiliaen van Rensselaer , una de las fundadoras de Nueva Holanda . Los Schuylers también eran residentes de cuarta generación. Tenía siete hermanos que vivieron hasta la edad adulta, incluidos Elizabeth Schuyler Hamilton , Margarita Schuyler Van Rensselaer (conocida como "Peggy") y Philip Jeremiah Schuyler. Church alcanzó la mayoría de edad durante los tiempos difíciles que condujeron a la Revolución Americana, y conoció a muchos líderes revolucionarios prominentes. Debido al rango y la estatura política de su padre, la casa Schuyler en Albany fue escenario de muchas reuniones y consejos de guerra.
Uno de los visitantes en 1776 fue John Barker Church, un comerciante nacido en Gran Bretaña que hizo una fortuna durante la guerra para abastecer a los ejércitos estadounidense y francés. En el momento de su reunión y posterior cortejo, Church estaba en una misión del Congreso Continental para auditar los registros de suministros del ejército. Sabiendo que su padre no bendeciría su matrimonio debido a sus sospechas sobre el pasado de Church, Angélica se fugó con John en 1777. Tuvieron ocho hijos juntos.

## La vida en Europa

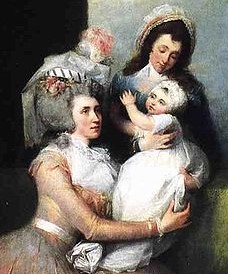
Iglesia de Angelica Schuyler con ihrem Sohn Philip und einem Diener, Gemälde von John Trumbull (ca. 1785)

En 1783, Angélica y su familia se fueron a Europa, donde permanecerían durante 16 años, aparte de breves visitas a Estados Unidos. De 1783 a 1785, Angélica y su familia vivieron en París mientras John realizaba sus deberes como enviado de los Estados Unidos al gobierno francés. Angélica nunca dejó de encantar a los hombres famosos e inteligentes que conoció, y en París pronto se hizo amiga de Benjamin Franklin , quien en ese entonces era Ministro de Estados Unidos en Francia. También desarrolló amistades duraderas con el sucesor de Franklin, Thomas Jefferson , y con el marqués de Lafayette.
Después de una breve visita a Nueva York en 1785, la familia partió hacia Inglaterra  y se instaló en Londres. Ahora, la esposa de un hombre muy rico, Angélica entró en un círculo social de moda que incluía al Príncipe de Gales (más tarde el Rey Jorge IV ), el líder del partido Whig Charles James Fox y el dramaturgo Richard Brinsley Sheridan . También se hizo amiga y patrocinó al pintor emigrado estadounidense John Trumbull , cuyas obras incluyeron algunos de los retratos más famosos de la era de la Guerra Revolucionaria Americana. Los artistas Richard y  Maria Cosway también figuraban entre sus conocidos cercanos en Europa.
En 1788, con la intención de postularse para el Parlamento , Church compró una casa de campo en Wendover , Buckinghamshire , y de 1790 a 1796, se desempeñó como miembro del Parlamento . Durante este período, Angélica hizo una visita a su hogar en 1789 para asistir a la inauguración de George Washington como primer presidente de los Estados Unidos.

## Regreso a América y fundación de Angelica, NY
John y Angelica Church regresaron a los Estados Unidos en mayo de 1797 para una visita, y regresaron permanentemente en 1799 para reunirse con la familia Schuyler en Nueva York.
En mayo de 1796, John Barker church  aceptó una hipoteca sobre 100,000 acres (40,000 ha) de tierra en el actual Condado de Allegany y el Condado de Genesee, Nueva York , contra una deuda que le debía su amigo Robert Morris. Después de que Morris no pudo pagar la hipoteca, el hijo mayor de los Church, Philip Schuyler Church, adquirió la tierra en una venta por ejecución hipotecaria en mayo de 1800.  Para tomar posesión de la tierra, Philip viajó en 1801 al área , cerca de la frontera de Pennsylvania, con su topógrafo Moses Van Campen y otros cuatro.  Philip Church seleccionó la superficie específica para un pueblo planificado a lo largo del río Genesee, con parcelas y diseño que recuerdan a París. El plan incluía una carretera circular que rodeaba un parque del pueblo en el centro de la ciudad, calles que irradiaban desde la carretera circular para formar una estrella y cinco iglesias situadas alrededor del círculo. Felipe nombró a la aldea Angélica , en honor a su madre. En 1803, el pueblo estaba poblado de casas de cabañas de troncos, incluidas las de Philip, y había erigido un aserradero y un molino.
Philip Church se casó con Anna Matilda Stewart en Filadelfia el 4 de febrero de 1805. Poco después de la boda, los dos se establecieron permanentemente en el pueblo de Angélica , donde una pequeña casa encalada (conocida localmente como la "Casa Blanca") ya había sido construido para la pareja a orillas del río Genesee.
En 1806, Angelica Church y John Barker comenzó la construcción de una mansión cercana de treinta habitaciones, llamada Belvidere , que todavía se erige como una casa privada en las orillas del Genesee en Belmont, Nueva York, cerca de la ciudad de Angélica. Aunque tenían la intención de convertirlo en su hogar de verano, se convirtió en la residencia de Philip y Anna Church cuando se completó parcialmente en 1810.

## Correspondencia y vida personal
Muchos ejemplos de la correspondencia personal de la Angélica Church con figuras eminentes como Thomas Jefferson, Alexander Hamilton, George Washington y el Marqués de Lafayette se conservan en la Biblioteca del Congreso y otros archivos.  En 1996, la Universidad de Virginia compró una serie de 77 cartas, incluidas 13 de Jefferson, que anteriormente se habían mantenido en posesión de su familia.

### Thomas Jefferson
En una carta a Angélica, Jefferson escribió ardientemente: "Piénselo, amigo mío, y comencemos una negociación sobre el tema. Encontrará en mí todo el espíritu de acomodación con el que Yorick comenzó el suyo con el piamontés justo". Jefferson alude a una escena cargada de sexo en la novela popular de Laurence Sterne , Un viaje sentimental a través de Francia e Italia, en la que un párroco llamado Yorick tiene que negociar arreglos para dormir cuando se ve obligado a compartir una habitación con una atractiva mujer italiana y su criada.

### Alexander Hamilton
En vista de una actitud coqueta que alimentó los chismes contemporáneos, se ha especulado durante mucho tiempo que Angélica pudo haber tenido una relación romántica con el Padre Fundador Alexander Hamilton.
La correspondencia entre los dos, ahora preservada en la Biblioteca del Congreso , demuestra la fuerte amistad y afecto entre ellos. El biógrafo de Hamilton Ron Chernow escribió que "la atracción entre Hamilton y Angélica era tan potente y obvia que muchas personas asumieron que eran amantes. Al menos, la suya era una amistad de ardor inusual".
Una carta enviada por Angelica a su hermana Elizabeth, la esposa de Hamilton, puede leerse como evidencia de atracción sexual, o simplemente como broma entre las 2 hermanas.
Refiriéndose a Alexander Hamilton, Angélica escribió: "Si fueras tan generoso como los antiguos romanos, me lo prestarías por un tiempo".  La ausencia prolongada de Angélica de América, así como el afecto mutuo de las hermanas y la devoción a Hamilton que toda la familia Schuyler demostró durante toda su vida, respalda la idea de que en realidad no tuvo lugar ninguna aventura.

## Niños
Angelica y John Barker Church tuvieron ocho hijos juntos. Ellos eran:
- Philip Schuyler Church (1778–1861), que sirvió como capitán del ejército de los EE. UU. Y ayudante de campo de Alexander Hamilton en 1798–1800, cuando Hamilton era comandante general del ejército durante la casi guerra con Francia.  Philip era abogado y juez, y fundador de la ciudad de Angelica, Nueva York .  Se casó con Anna Matilda Stewart (1786-1865), hija del general Walter Stewart .
- Catharine "Kitty" Church (1779-1839), quien se casó con Bertram Peter Cruger (1774-1854)
- John Church Barker II (1781-1865)
- Elizabeth Matilda Church (1783-1867), quien se casó con Rudolph Bunner (1779-1837)
- Richard Church Hamilton (1785–1786), murió joven
- Alexander Church (1792–1803), murió joven
- Richard Stephen Church (1798-1889), quien se casó con Grace Church
- Angélica Church (n. 1800)

## En la cultura popular
El papel de Angélica aparece prominentemente en el musical Hamilton 2015 ganador de Tony, escrito por Lin-Manuel Miranda. Renée Elise Goldsberry originó el papel en las producciones fuera de Broadway y Broadway , por las cuales ganó el Premio Tony 2016 a la Mejor Actriz en un Musical por su actuación. Angélica también ha sido retratada en la compañía Broadway de Hamilton por Mandy González , y en compañías de turismo por Montego Glover , Emmy Raver-Lampman, Karen Olivo , Sabrina Sloan y Rachel John . El programa caracteriza a Angélica como extraordinariamente ingeniosa e inteligente, y describe la cercanía de su relación con Hamilton, incluida una referencia en la canción " Indefensa " a la carta "Préstame a mí" que se mencionó anteriormente.  Angelica también aparece notablemente en canciones como " The Schuyler Sisters ", " Satisfied ", "Take a Break", " The Reynolds Pamphlet " y " It's Quiet Uptown ". La describe como enamorada de Hamilton, pero se hace a un lado porque su hermana Eliza también está enamorada de él.